# Pendling
Le Pendling est une montagne qui s’élève à 1 563 m d’altitude dans les Alpes de Brandenberg, en Autriche.